# Toyota Corolla Axio
Der Toyota Corolla Axio ist ein Pkw-Modell der Kompaktklasse des japanischen Automobilherstellers Toyota. Er wurde als Nachfolger des Corolla Altis präsentiert. 2025 soll die Produktion ohne direktes Nachfolgemodell eingestellt werden.

## Erste Generation (2006–2012)
Das offizielle Schwestermodell der 2006 eingeführten ersten Generation, das nur im Ausland gebaut und angeboten wird, trägt die Bezeichnung Corolla E140/150. 2007 erhielt der Corolla Axio den Good Design Award.
In folgenden Versionen steht der Corolla Axio zur Auswahl:
- 1.5 mit einem 2ZR-FE mit einer Leistung von 93 kW/127 PS (nur Exportmodelle)
- 1.5G mit einem 2ZR-FE mit einer Leistung von 94 kW/128 PS
- 1.5X mit einem 2ZR-FE mit einer Leistung von 100 kW/136 PS
- 1.5 mit einem 1NZ-FE mit einer Leistung von 81 kW/110 PS
- 1.5L mit einem 1NZ-FE mit einer Leistung von 81 kW/110 PS

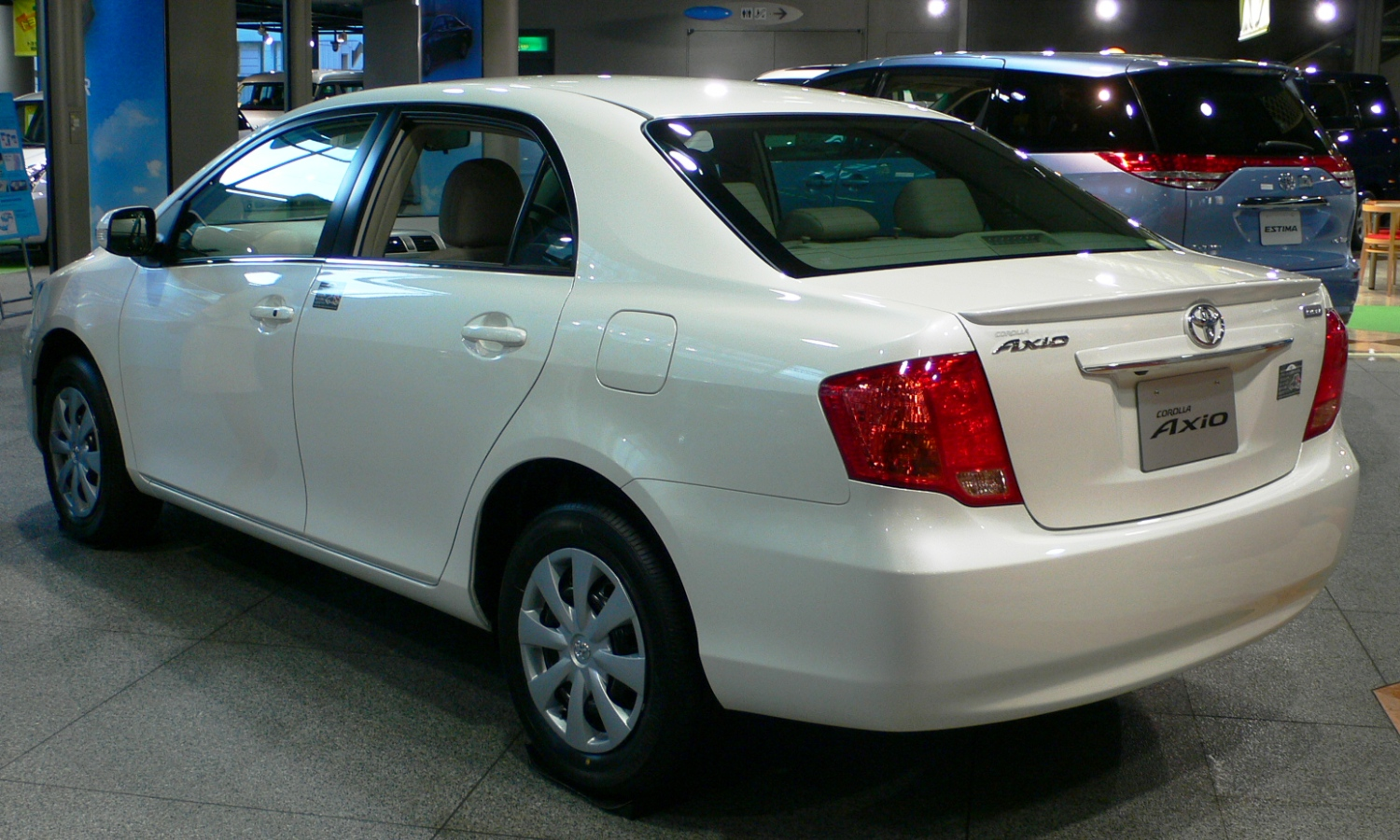
Toyota Corolla Axio 1.8 LUXEL α-edition

## Zweite Generation (seit 2012)
Die zweite Generation basiert auf dem Corolla E160 und wurde 2012 vorgestellt. Der Ryugi von Mitsuoka, der seit 2014 gebaut wird, basiert auf dieser Baureihe.